# Jakob Gauermann
Jakob Gauermann (Fellbach, 3 settembre 1773 – Vienna, 27 marzo 1843) è stato un pittore tedesco naturalizzato austriaco.

## Biografia
All'inizio lavorava come scalpellino a Hohenheim, ma la sua forte inclinazione per il disegno lo portò alla conoscenza del duca Carlo I di Württemberg, che gli permise di ricevere un'educazione artistica. In seguito viaggiò per sei anni in Svizzera, ma nel 1798 andò a Vienna. Dopo di ciò visitò il Tirolo e la Stiria, facendo schizzi, che elaborò in disegni ad acquerelli e quadri a olio. Eseguì diverse incisioni di paesaggi. Morì a Vienna nel 1843.